# كادي تراوري
كادي تراوري (بالفرنسية: Kady Traoré)‏، هي مُمثلة ومُنتجة ومُخرجة بوركينابية.

## أعمالها

### كمُمثلة
- 1998 : (بالفرنسية: A nous la vie)‏ (مُسلسل تلفزيوني).
- 2001 : (بالفرنسية: Les jeunes branchés)‏ (مُسلسل تلفزيوني).
- 2001 : «غوموتيغو» (بالفرنسية: Gomtiogo)‏.
- 2004 : (بالفرنسية: Traque à Ouaga)‏.
- 2005 : «ملف محروق» (بالفرنسية: Dossier brûlant)‏.
- 2005 : «كود فينيكس» (بالفرنسية: Code phénix)‏.
- 2006 : «ذهب يونغا» (بالفرنسية: L’or des Younga)‏.
- 2008 : «سوبر فليكس» (بالفرنسية: Super flics)‏ في دور تيمي (مُسلسل تلفزيوني).
- 2014 : «واغا لوف» (بالفرنسية: Waga love)‏ في دور ساندرا (مُسلسل تلفزيوني).

### كمُخرجة
- 2014 : «للبيع» (بالفرنسية: A vendre)‏.
- 2017 : «صراع بين الزوجين» (بالفرنسية: Conflit conjugal)‏.
- 2018 : «حُكم مُسبق» (بالفرنسية: Prejuge)‏.
- 2019 : «ربة منزل» (بالفرنسية: Femme au Foyer)‏ (مُسلسل تلفزيوني).

## روابط خارجية
كادي تراوري على موقع IMDb (الإنجليزية)